# Oebisfelde (stacja kolejowa)
Oebisfelde (niem: Bahnhof Oebisfelde) – stacja kolejowa w Oebisfelde-Weferlingen, w kraju związkowym Saksonia-Anhalt, w Niemczech. W przeszłości był ważnym węzłem kolejowym siedmiu linii. Do roku 1990 była stacją graniczną NRD z RFN.
Według klasyfikacji Deutsche Bahn posiada kategorię 5.

## Linie kolejowe
- Linia Berlin – Lehrte
- Linia Oebisfelde – Magdeburg
- Linia Oebisfelde – Salzwedel - linia nieczynna
- Linia Helmstedt – Oebisfelde - linia nieczynna
- Linia Schandelah – Oebisfelde - linia nieczynna
- Linia Wittingen – Oebisfelde - linia nieczynna

## Połączenia
| Linia | Trasa                                                        | Takt (min) | Przewoźnik kolejowy |
| ----- | ------------------------------------------------------------ | ---------- | ------------------- |
| RB 35 | Stendal – Gardelegen – Oebisfelde – Wolfsburg – Braunschweig | 060        | DB Regio Südost     |
| RB 36 | Magdeburg – Haldensleben – Oebisfelde – Wolfsburg            | 120        | DB Regio Südost     |